# 马尔韦利亚城堡

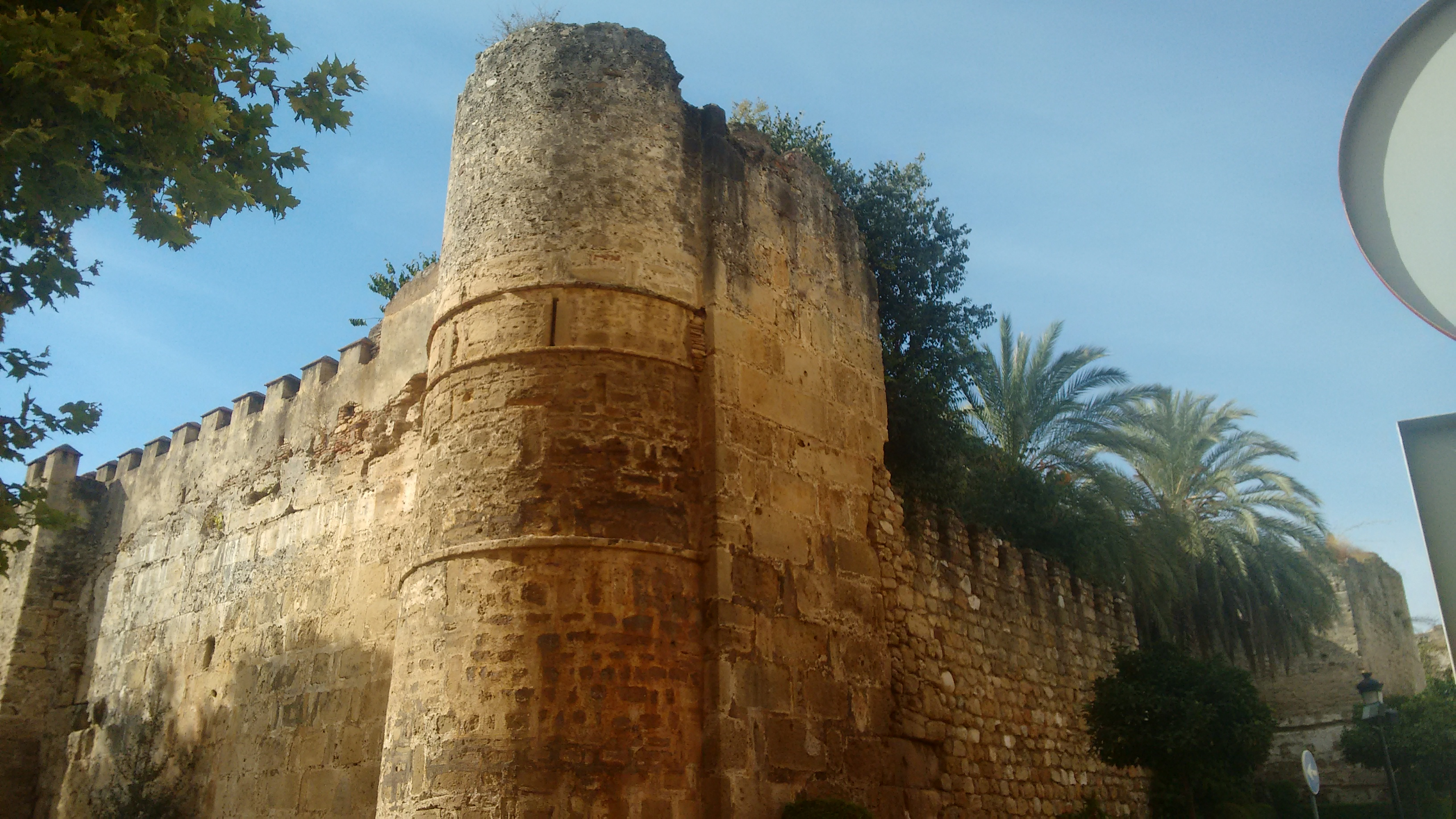

马尔韦利亚城堡（西班牙語：Castillo de Marbella）是一座城堡废墟，长方形，位于西班牙马拉加省马尔韦利亚历史中心。
1949年4月22日和1985年6月29日，该建筑公布为西班牙历史遗产，受到法律保护。

## 历史
它是由阿卜杜拉赫曼三世创建于公元10世纪。在1485年6月11日，该城向费尔南多二世的基督教军队投降之前，对保卫格拉纳达酋长国具有重要意义。